# Norrtjärnen (Arnäs socken, Ångermanland)
Norrtjärnen är en sjö i Örnsköldsviks kommun i Ångermanland och ingår i Gideälven-Idbyåns kustområde. Sjön har en area på 0,179 kvadratkilometer och ligger 45 meter över havet.

## Delavrinningsområde
Norrtjärnen ingår i det delavrinningsområde (702650-165892) som SMHI kallar för Mynnar i havet. Medelhöjden är 57 meter över havet och ytan är 28,68 kvadratkilometer. Räknas de 2 avrinningsområdena uppströms in blir den ackumulerade arean 50,13 kvadratkilometer. Avrinningsområdets utflöde Banafjälsån mynnar i havet. Avrinningsområdet består mestadels av skog (69 procent), öppen mark (11 procent) och jordbruk (13 procent). Avrinningsområdet har 0,54 kvadratkilometer vattenytor vilket ger det en sjöprocent på 1,9 procent.